# Kljenuti ličnog živca
Klijenut ličnog živca (lat. nervus facialis) je paraliza bilo koje strukture koju je inervirao lični živac.

## Anatomija
Lični živac je sedmi moždani živac koji se po svom tijeku dijeli na tri dijela: dio u mozgu, dio u sljepoočnoj kosti i dio izvan sljepoočne kosti.
Dio u sljepoočnoj kosti se dijeli na labirintni,  timpanalni i mastoidni dio. 
Lični živac ima motorne, parasimpatičke, senzoričke i senzibilne niti. Motornim nitima stimulira izražajne mišiće lica i stapedijalni mišić, parasimpatičkim suznu, podjezičnu i podčeljusnu žlijezdu, senzoričkim prednje dvije trećine jezika, a senzibilnim bubnjić, srednje uho i vanjski sluhovod.

## Patofiziologija
Oštećenja ličnog živca dijelimo na centralna i periferna. Centralna nastaju oštećenjem jezgara ličnog živca ili oštećenjem viših moždanih putova. Periferna nastaju oštećenjem tijeka živca od pontocerebelarnog kuta do završnih ogranaka.
Oštećenja se dijele u tri skupine: 
- neuropraksija - kod neuropraksije dolazi do potpunog gubitka funkcije ličnog živca, bez oštećenja aksona, ali s promjenama na mijelinskim ovojnicama. To je oštećenje koje se može oporaviti.
- aksonotemeza - kod aksonotemeze postoji oštećenje aksona, ali je sačuvan endoneurium, perineurium ili epineurium. Oštećenje se ne oporavlja u cijelosti.
- neurotemeza - kod neurotemeze postoji potpuno oštećenje aksona i mijelinskih ovojnica. Oštećenje se ne oporavlja bez operativnog zahvata

## Klinička slika
Bolesti ličnog živca očituju se parezom, paralizom ili spazmom. Klinička slika pokazuje kljenut polovice lica; bolesnik ne zatvara oko, ne može podignuti obrve niti naborati čelo, ne može razvući usni kut, nema nazolabijalne brazde i oko intenzivno suzi. Bolesnik ima i teškoće pri žvakanju hrane, okus hrane nedostaje ili je promijenjen. Postoji i otežano disanje na nos, kao i zvučna preosjetljivost - hiperakuzija. 

## Dijagnoza
Dijagnozu postavljamo anamnezom, inspekcijom, palpacijom, otorinolaringološkim pregledom i pretragama. U pretrage ubrajamo: ispitivanje sluha tonskim audiogramom, ispitivanje stanja srednjeg uha timpanogramom, izazivanje kontrakcije stapedijalnog mišića kohleostapesnim refleksom, RTG mastoida po Schülleru i Stenversu, tomograme ili CT piramida sljepoočnih kostiju, elektrodijagnostika - elektromiografija i elektroneuronografija lične muskulature, Schirmerov test lakrimacije, test salivacije i gustatometrija. 

### Tonski audiogram i timpanogram
Tonski audiogram (TA) kod oštećenja ličnog živca je uredan i nepromijenjen u odnosu na stanje prije oštećenja. Timpanogram (TG) je uredan ako nema promjena u srednjem uhu, u smislu pojačanog nakupljanja tekućine u njemu. Ako dolazi do nakupljanja tekućine u srednjem uhu, timpanogram pokazuje krivulju B, a to može uzrokovati oštećenje timpanalnog dijela ličnog živca. 

### Kohleostapesni refleks
Kohleostapesni refleks (STAR) je sačuvan ako je ozljeda ispod odvajanja stapedijalnog ogranka živca od ličnog živca. Ako je ozljeda iznad tog mjesta, STAR se neće pojaviti ni na jednoj od ispitivanih frekvencija, na strani oštećenog ličnog živca. Rendgenske pretrage pokazuju postoji li oštećenje anatomskih struktura i važne su kod traumatskih oštećenja ličnog živca. 

### Elektrodijagnostika
Elektrodijagnostikom (elektromiografija i elektroneuronografija) utvrđujemo stanje živčanih niti – neuropraksiju i aksonotemezu. Elektromiografija (EMG) ima malo dijagnostičko značenje u akutnoj fazi oštećenja pošto se potencijali denervacije javljaju tek 12 dana nakon oštećenja. Kod ove pretrage akcijski potencijali mišića registriraju se elektrodom u obliku igle, a nastaju voljnom kontrakcijom lične muskulature. Elektroneuronografija (ENoG) mjeri perkutanu stimulaciju akcijskim potencijalima koji nastaju kontrakcijom lične muskulature. 

### Schirmerov test lakrimacije, test salivacije i gustatometrija
Schirmerov test lakrimacije očituje se smanjenom sekrecijom suza na oštećenoj strani ako je oštećenje iznad gangliona genikuli. Ispituje se trakama filter papira koje se postavljaju na donju vjeđu i uspoređuju na kraju testa. 
Testom salivacije ispituje se izlučivanje sline. Ako je oštećenje iznad odvajanja korde timpani, nastaje smanjeno izlučivanje sline na bolesnoj strani. 
Gustatometrijom ispitujemo okus prednje dvije trećine jezika. Ispitivanje se provodi otopinama poput 20%-tne glukoze, 10%-tnog NaCl ili 5%-tnom limunskom kiselinom, ali i električnom stimulacijom okusnih receptora strujama 2-7 mikroampera. Tada se to zove elektrogustatometrija. 

## Uzroci paralize
Paraliza ličnog živca po uzrocima se dijeli u šest skupina: traumatske, tumorske, Bellova paraliza, otogena paraliza, virusna paraliza, urođena paraliza.

### Traumatske paralize
Traumatske paralize nastaju ako je prijelom sljepoočne kosti zahvatio i kanal ličnog živca, ili mogu nastati blast ozljedama i u tijeku operativnog zahvata na srednjem uhu ili u području zaušne žlijezde. Prijelomi mogu biti poprečni (češće, uz oštećenje oko 50% ličnih živaca) i uzdužni (rjeđe, uz oštećenje 10-20% ličnih živaca). Pritom živac može biti potpuno ili djelomično prekinut, može biti pritisnut ili ukliješten. Također, oštećenje živca može nastati i posttraumatski zbog krvarenja ili oteknuća u koštanom kanalu. Liječenje je kirurško. Ako je živac prekinut, potrebno je sastaviti raskinute dijelove, ili neposrednim približavanjem segmenata, ili nadomještavanjem transplantatom nekog drugog živca (n. accessorius, n. hypoglossus ili cervikalni kutani živac). Ako je živac ukliješten u kanalu, potrebno ga je osloboditi pritiska operativnim zahvatom koji se zove dekompresija ličnog živca. Tim postupkom živac se oslobađa iz koštane ovojnice u cijelom timpanalnom i mastoidnom tijeku.

### Tumorske paralize
Tumori mogu nastati u živcu ili iz okoline. Najčešći su tumori VIII. moždanog živca u području pontocerebelarnog kuta ili u porusu akustikusu internusu, koji pritišću i lični živac. Kirurški, tumore odstranjujemo pazeći da pritom ne oštetimo živac. Ako je nužno odstraniti i dio živca, zdravi krajevi živca moraju se odmah spojiti transplantatom drugog živca. 

### Bellova paraliza
Bellova paraliza zove se još i idiopatska. Uzrok joj je nepoznat, a može nastati zbog poremećaja mikrocirkulacije u području stilomastoidne arterije. Poremećaj cirkulacije dovodi do oteknuća i posljedične pareze. Izlječenje je spontano u oko 80% slučajeva. Od terapije se mogu davati kortikosteroidi (prednizolon 60 mg kroz 4 dana, koji se zatim smanjuje po 5 mg dnevno do 15. dana terapije), infuzije niskomolekularnih otopina poput dextrana, B vitamini, te infiltracija 1%-tne otopine lokalnog anestetika u područje stilomastoidnog otvora, radi blokade simpatikusa, čime se uklanja spazam žila. Kad se živac počne oporavljati, korisna je elektrostimulacija lične muskulature, kao i akupunktura. Ako neuronografija pokaže više od 90% oštećenih neurona, potrebna je dekompresija ličnog živca.

### Otogena paraliza
Otogena paraliza ličnog živca nastaje kao posljedica akutne ili kronične upale srednjeg uha. Kod toga se oslobađaju toksini koji uzrokuju upalu - neuritis. Liječiti treba osnovnu bolest; antibioticima, prorezivanjem bubnjića ili većim operativnim zahvatom.

### Virusne paralize
Virusne paralize uzrokovane su neurotropnim virusima, najčešće herpes zoster, coxsackie ili poliomijelitis virusom. Liječenje je simptomatsko.

### Prirođene paralize
Urođene paralize su ili naslijeđene ili nastale zbog traume pri porođaju. Liječenje može biti konzervativno ili kirurško.